# NGC 5580
NGC 5580 (NGC 5590) é uma galáxia lenticular (S0) localizada na direcção da constelação de Boötes. Possui uma declinação de +35° 12' 18" e uma ascensão recta de 14 horas, 21 minutos e 38,3 segundos.
A galáxia NGC 5580 foi descoberta em 1 de Maio de 1785 por William Herschel.